# Danna (Niedergörsdorf)

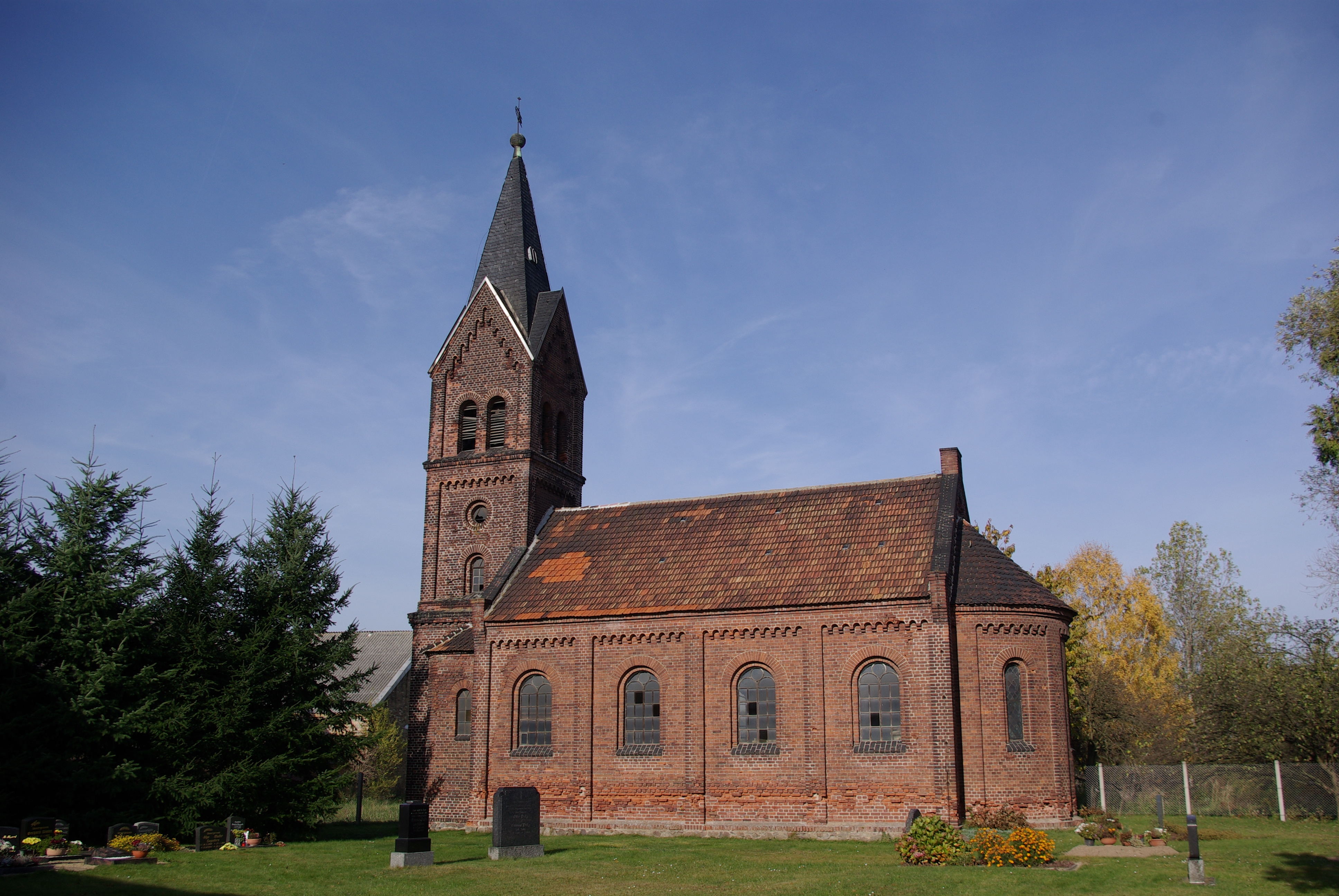
Dorfkirche Danna

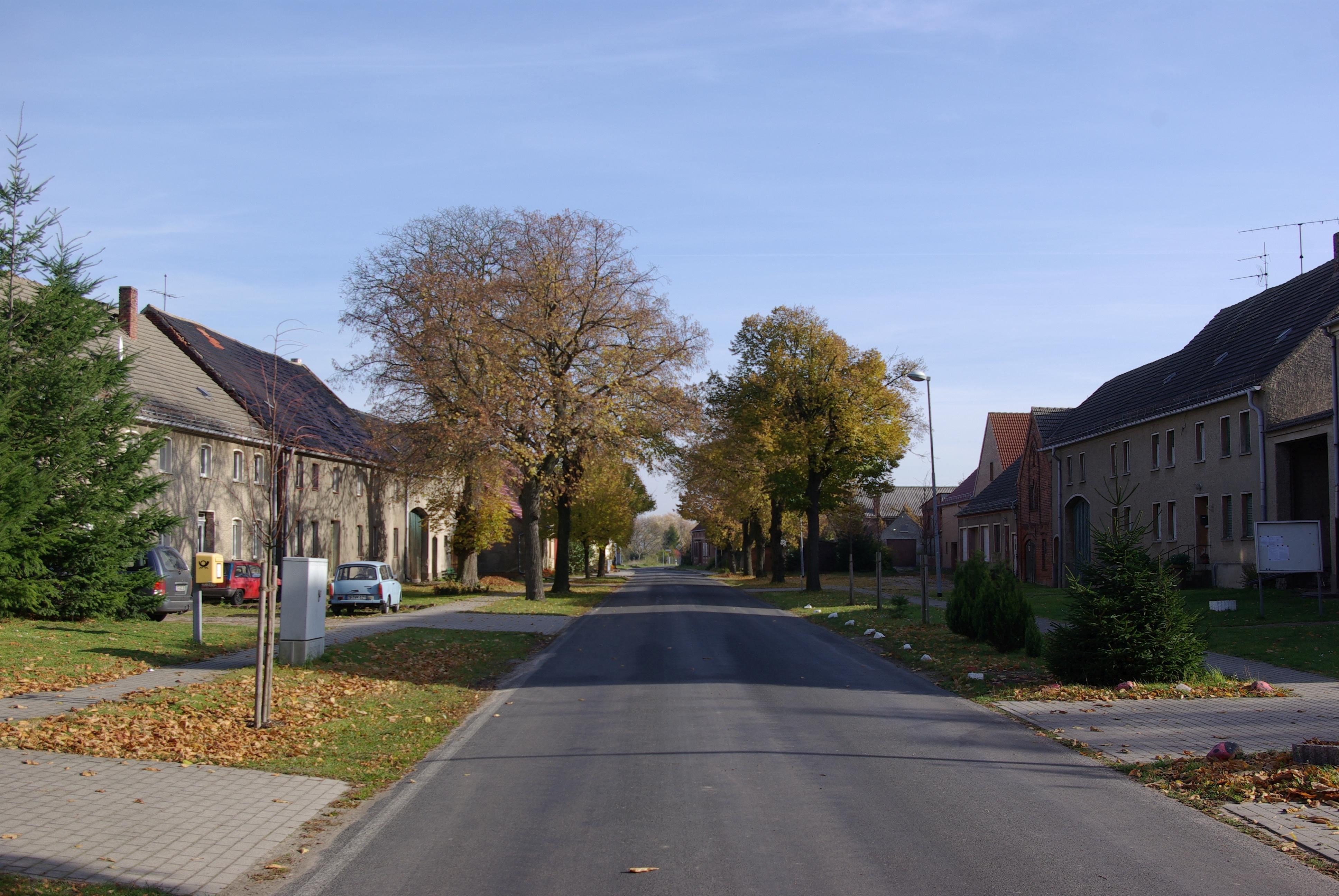
Dorfstraße

Danna ist ein Ortsteil der Gemeinde Niedergörsdorf im Landkreis Teltow-Fläming im Bundesland Brandenburg. 

## Geschichte
Danna wurde erst um 1400 das erste Mal urkundlich als „Danne“ oder „Dhane“ erwähnt. Der Name stammt aus dem mittelniederdeutschen und entspricht der Tanne. Von einer früheren Geschichte ist nichts bekannt, außer dass es in der Nähe zwei bereits um 1528 zwei wüste Dörfer gab, nördlich Hagenau und nordwestlich Dannenberg. 1860 gab es einen Dorfbrand, 1884 bis 1885 wurde die Kirche gebaut und 1897 die Schule. Im Jahre 1912 wurden nordwestlich Reste einer Kirche gefunden.
Am 1. Juli 1950 wurde die bis dahin eigenständige Gemeinde Eckmannsdorf eingegliedert.

## Der Ort
Danna liegt 15 Kilometer westlich von Jüterbog und 9 Kilometer westlich von Niedergörsdorf. Die Nachbarorte sind Feldheim, Eckmannsdorf, Kurzlipsdorf und Schönefeld. Der Ort ist von Landwirtschaft geprägt, im Ortskern befinden sich große Vierseithöfe. Es ist ein in West-Ost-Richtung verlaufendes Straßendorf.

## Die Dorfkirche
In Danna ist die 1884 bis 1885 erbaute Dorfkirche als Baudenkmal in die Denkmalliste eingetragen. Erste Pläne für einen Kirchenneubau gab es bereits 1860, ein Dorfbrand verhinderte aber die Umsetzung. An der Stelle der jetzigen Kirche befand sich ein Vorgängerbau, über den nichts weiteres bekannt ist.
Das heutige Kirchengebäude ist ein neuromanischer Saalbau aus Backstein mit halbrunder Apsis im Osten und einem eingezogenen Turm im Westen. An dem Turm befinden sich Annexe. Die Mauern der Kirche sind mit Lisenen und Rundbogenfriesen gegliedert. Der Turm ist dreigeschossig und schließt über vier Dreiecksgiebeln mit einem vierseitigen Spitzhelm ab. Die bauzeitliche Ausstattung im Inneren ist fast vollständig erhalten, nur vom Altaraufsatz sind lediglich Reste vorhanden. Weitere Ausstattungsgegenstände sind eine Taufe, eine Kanzel aus dem Jahr 1885 und das Gemeindegestühl mit Westempore. Im Jahr 1967 wurde der Teil unter der Empore als Winterkirche abgetrennt.